# Ponte da baía de Hancheu
A ponte da baía de Hancheu (杭州湾大桥, em chinês simplificado; 杭州灣大橋, em chinês tradicional; Hángzhōu Wān Dàqiáo, em pinyin) é uma ponte rodoviária com uma porção de ponte estaiada que atravessa a baía de Hancheu, na costa leste da China. Atualmente é considerada a 4ª maior ponte marítima do mundo, com 36 000 metros de comprimento.
A ponte conecta dois importantes centros econômicos da China: Xangai e Ningbo, na província de Chequião. Ela reduzirá em 120 km a distância entre as duas cidades, bem como o tempo de viagem de carro, que cairá de quatro para duas horas. Foi aberta ao tráfego no dia 1 de maio de 2008.

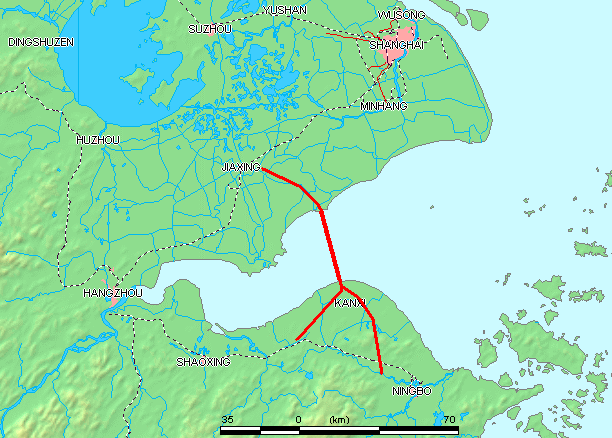
Localização da ponte

O custo total do investimento foi de 11 800 milhões de yuans (U$$ 2 800 milhões, ou 1 090 milhões de euros). Na classificação mundial de comprimento, a ponte da Baía de Hancheu está em quarto lugar, precedida pela Ponte Qingdao Haiwan, com 42 500 metros, e pela ponte de Lake Pontchartrain Causeway, com 38 422 metros.
A ponte sofreu diversos estudos de viabilidade e foi finalmente aprovado em 2003. O plano original era para a ponte começar de  Jinshan, um subúrbio de Xangai. Depois foram levantadas objecções pelo Governo Municipal de Xangai, no entanto, foi deslocado para o território sul da Província de Chequião. Ela corta a distância a partir de Xangai até Ningbo. Considerando que anteriormente a viagem de Ningbo e Xangai envolvia um desvio de aproximadamente 400 km, a ponte que reduz a distância para 80 km, uma redução de 320 km. O resultado é que Ningbo, com o seu porto em Beilun, será capaz de competir com Xangai Pudong do porto de frete marítimo internacional.